# Орский завод металлоконструкций
Орский завод металлоконструкций — промышленное предприятие по производству строительных металлоконструкций в городе Орск Оренбургской области, основанное в 1935 году. С основания завода его основная продукция — металлические конструкции для строительства производственных и общественных зданий и сооружений. Так в 2005 году предприятие спроектировало, произвело и поставило несущие конструкции для центрального стадиона города Омска «Красная звезда».
Производственная мощность предприятия — до 2000 тонн металлоконструкций в месяц, в том числе листовые фасонные детали, угловой профиль и двутавровые балки, стеновые и кровельные панели.
По состоянию на 2010 год собственником предприятия являлась челябинская «Евразийская строительная компания» Марка Лейвикова и Евгения Вайнштейна, доведшая завод до банкротства. В конце 2010 года завод был выкуплен за долги у Евразийской строительной компании «Челябэнергосбытом».